# خميس عيد
خميس عيد، لاعب كرة قدم بحريني سابق. لعب مع نادي الرفاع، وكانت مباراة اعتزاله بين منتخب البحرين لكرة القدم ونادي إنتر ميلان الإيطالي. كما لعب مع منتخب البحرين لكرة القدم.

## كأس الخليج 1996
سجل هدف في مرمى منتخب قطر لكرة القدم.